# Aloe volkensii
Aloe volkensii är en grästrädsväxtart som beskrevs av Adolf Engler. Aloe volkensii ingår i släktet Aloe och familjen grästrädsväxter. IUCN kategoriserar arten globalt som livskraftig.

## Underarter
Arten delas in i följande underarter:
- A. v. multicaulis
- A. v. volkensii

## Bildgalleri

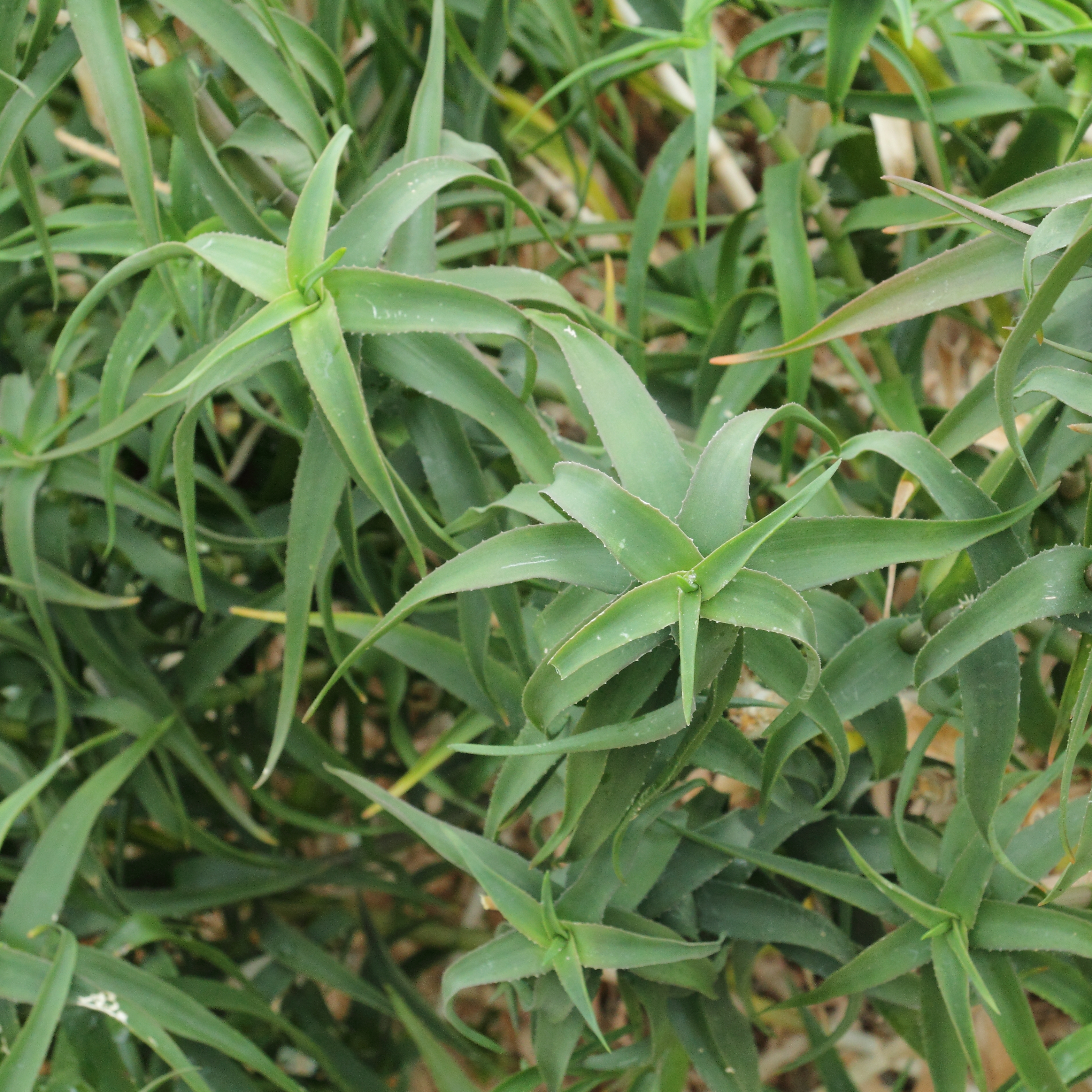